# Carolina Arango
Carolina Arango Corrales (Pereira, Risaralda, 2 de noviembre de 1977) es una ex-modelo colombiana, ganadora del Concurso Miss Mundo Colombia 1996-1997, por lo que representó a Colombia en Miss Mundo 1996. En donde ganó el título de Virreina mundial de la belleza y reina de las Américas.

## Señorita Colombia
Representó al departamento de Risaralda en el Concurso Miss Mundo Colombia 1996, celebrado en Santa fe de Bogotá, donde fue coronada la noche del 1 de julio de 1996, tras obtener las más altas calificaciones: 9.8 en desfile en traje de gala y 9.9 en desfile en traje de baño.
También ganó, en las actividades previas a la elección de Miss Mundo Colombia, los premios de mejor rostro, (Kodak), las piernas más lindas (Gillete) y Señorita fotogénica.

## Miss Mundo 1996
Arango Corrales representó a su país en el certamen de Miss Mundo 1996, celebrado en la India, el 23 de noviembre de 1996. En este concurso clasificó entre las cinco semifinalistas ocupando el puesto número 2, siendo la primera vez en un reinado de belleza que un solo punto de diferencia no le otorgara la corona a una candidata. Colombia llevaba 7 años sin clasificar en este certamen.